# Deigloria pulcherrima
Deigloria pulcherrima är en svampart som beskrevs av Agerer 1980. Deigloria pulcherrima ingår i släktet Deigloria och familjen Marasmiaceae.   Inga underarter finns listade i Catalogue of Life.